# Сурхахи
Сурхахи́ (ингуш. СурхотӀе, Сурхо-Хитӏе) — село в Назрановском районе Республики Ингушетия.
Образует муниципальное образование «сельское поселение Сурхахи», как единственный населённый пункт в его составе..

## География
Село расположено на левом берегу реки Кенч, в 9 км к юго-востоку от районного центра — города Назрань и в 9 км к северо-востоку от города Магас.
Ближайшие населённые пункты: на юго-западе — город Магас и село Али-Юрт, на западе — село Экажево, на северо-западе — село Гази-Юрт, на севере — село Яндаре, на северо-востоке — станица Нестеровская, на востоке — село Алхасты и на юго-востоке — село Галашки.

## История
Согласно одной из официальных версий, на территории в том числе селения Сурхахи находился древний город Магас — столица средневекового полиэтничного государства Алании, в состав которого входила и территория современной Ингушетии. В данной версии, речь идёт о комплексе древних городищ «Яндаре—Гази-Юрт—Экажево—Али-Юрт—Сурхахи», которые представляют собой единый укреплённый район раннесредневековых городищ-крепостей и множество поселений между ними. В указанном районе зафиксировано более 30 городищ, многочисленные поселения, соединяющие их между собой оборонительные рвы и погребальные памятники аланского периода.
Укреплённый район городищ находится на естественной возвышенности, удобной для обороны. С запада и с севера протекают (в те времена бывшие более многоводными и менее проходимыми) реки Сунжа и Назранка, ещё немного севернее находится Сунженский хребет, с востока данный район защищает глубокое Ассинское ущелье, с юга — лесистые хребты Чёрных гор. Естественные рубежи обдуманно и крепко усилены сторожевыми пунктами и городищами-крепостями, находящимися в пределах зрительной связи. Городища образуют несколько оборонительных поясов вокруг центральной части, где в урочище «Эрз-эли» («Камышовая балка») расположено наиболее крупное городище «Хатой-Борз» — предположительно являвшейся бывшей цитаделью древнего Магаса. Общая площадь всего укрепленного района достигает более сотни квадратных километров.
В июле 1919 года, когда Ингушетия находилась под властью деникинцев, жители села отказались провести мобилизацию, подняли восстание, напали на белогвардейский эшелон в Назрани и разоружили его. Для подавления восстания командование добровольческой армии было вынуждено снять с фронта 15 тысяч штыков. В 1927 году председатель ВЦИК М. И. Калинин вручил жителям села благодарственную грамоту за активную поддержку Красной армии.
На сегодняшний день непосредственно в Сурхахи археологами были найдены и зафиксированы: в 1,5 км к западу от села «Сурхахинское городище № 1» — «Хатой боарз», в 1,7 км к западу от села в 200 метров от городища «Хатой боарз» у искусственного пруда в урочище «Эрз-Эли» — «Сурхахинское городище № 2», в 50 м от него «Сурхахинское городище № 3», в 1,5-2 км к северо-западу от села на левом берегу реки Кенч «Сурхахинское городище № 4» — «Терс ваьха чу», в 1 км на восток от села «Сурхахинское городище № 5», к юго-западу от села «Сурхахинское городище № 6» — «Ходий хьаьрашке», в 1 км к юго-западу от села «Сурхахинское городище № 7» — «Арапха боарзаш», в 1,5 км к юго-востоку от села «Сурхахинское городище № 8» — «Дака ам керте», в 2,5 км к юго-западу от села «Сурхахинское городище № 9» — «Кхорий босе», в восточной части села около бывшей фермы «Сурхахинское городище № 10» — «Эхка боарз», в 3-4 км к юго-востоку от села «Сурхахинское городище № 11» — «Шин кен дукъ».
С 1944 по 1958 год, в период депортации чеченцев и ингушей и упразднения Чечено-Ингушской АССР, село носило название — Мамисон.

## Население
| 1926    | 1979    | 2002    | 2006    | 2007    | 2008    | 2009    |
| ------- | ------- | ------- | ------- | ------- | ------- | ------- |
| 3817    | ↗5136   | ↗14 696 | ↗15 145 | ↗15 267 | ↗15 531 | ↗15 722 |
| 2010    | 2011    | 2012    | 2013    | 2014    | 2015    | 2016    |
| ↘10 628 | ↗10 666 | ↗10 916 | ↗11 120 | ↗11 382 | ↗11 660 | ↗11 793 |
| 2017    | 2018    | 2019    | 2020    | 2021    | 2023    | 2024    |
| ↗11 970 | ↗12 291 | ↗12 512 | ↗12 734 | ↗13 153 | ↗13 326 | ↗13 517 |
| 2025    |         |         |         |         |         |         |
| ↗13 722 |         |         |         |         |         |         |

Национальный состав
По данным Всероссийской переписи населения 2010 года:
| № | Национальность | Численность, чел. | Доля    |
| - | -------------- | ----------------- | ------- |
| 1 | ингуши         | 10 498            | 98,78 % |
| 2 | другие         | 130               | 1,22 %  |

## Известные уроженцы и жители
- Аушев, Макшарип Магомедович — известный ингушский политик, общественный деятель, правозащитник.
- Манкиев, Назир Юнузович — российский борец греко-римского стиля.

## Галерея

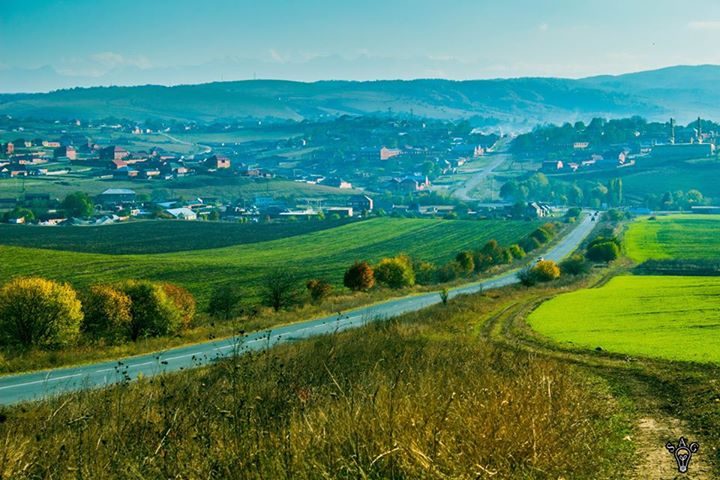
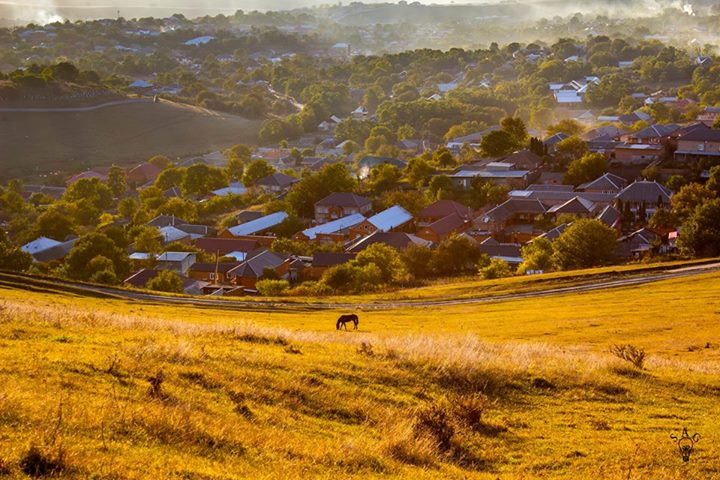
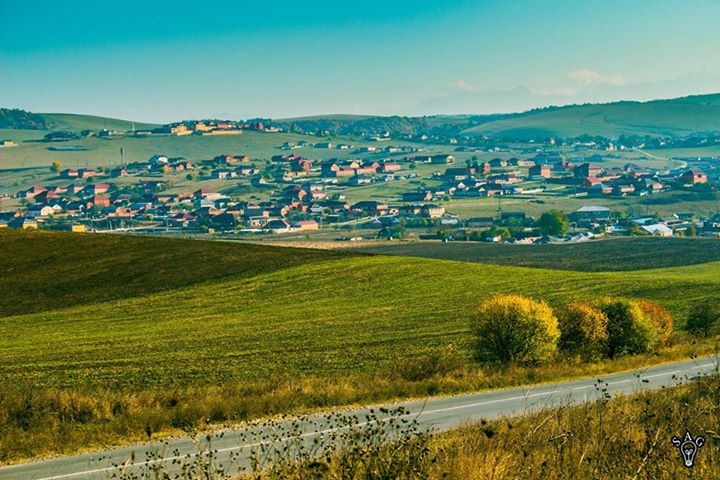